# Hisham Sharabi
Hisham Sharabi, né en 1927 à Jaffa en Palestine, est décédé le 13 janvier 2005 à Beyrouth. Diplômé de l’Université américaine de Beyrouth et de l’Université de Chicago, spécialiste d'histoire intellectuelle de l'Europe et de la pensée sociale à l'Université de Georgetown, il a été un militant très actif en même temps qu’un chercheur et un auteur prolifique.

## Biographie
Il passe sa jeunesse à Jaffa et à Acre avant de partir étudier la philosophie à l'Université américaine de Beyrouth puis à l'Université de Chicago où il devient docteur en 1949.
Militant depuis son jeune âge, il devient l'éditeur du magazine mensuel du Parti social nationaliste syrien al-Jil al-Jadid (La Nouvelle Génération). Obligé à fuir vers la Jordanie après l'exil du parti en 1949, Sharaby retourne aux États-Unis où il complète, toujours à l'Université de Chicago, son doctorat en histoire des civilisations. La même année, il commence à enseigner à l'Université de Georgetown, poste qu'il occupera pendant onze ans.
Avec d'autres collègues il fonde en 1973 le Centre des Études arabes contemporaines à Georgetown et, peu après, le Fond pour l'éducation et le développement communautaire de Jérusalem, à destination des Palestiniens. En 1991, il participe à la création de ce qui est connu aujourd'hui sous le nom de Palestine Center.

## Ouvrages traduits en français
- Le néopatriarcat : essai, Paris, Mercure de France, 1996
- La braise et la cendre : souvenirs d'un intellectuel arabe, Paris, L'Harmattan, 2005